# Secretaria Municipal de Cultura e Economia Criativa
| Secretaria Municipal de Cultura e Economia Criativa                                                             |            |
| Avenida Independência, n.° 453 (Casa Torelly) Bairro Independência CEP 90035-075 www2.portoalegre.rs.gov.br/smc |            |
| Criação | 1988       |
| Atual secretário                                                                                                | Gunter Axt |

A Secretaria Municipal de Cultura e Economia Criativa (SMCEC) — anteriormente Secretaria Municipal da Cultura (SMC) — é um dos órgãos do Executivo da cidade de Porto Alegre, capital do estado brasileiro do Rio Grande do Sul.
Entre os projetos, está a Coordenação de Descentralização da Cultura, que é responsável pela implementação de políticas públicas que respeitam e integram as manifestações culturais de cada região da cidade. Encontra-se presente em cada uma das 17 regiões do Orçamento Participativo. 

## História
A então SMC tem suas origens na antiga Divisão de Cultura da então Secretaria Municipal de Educação e Cultura (SMED). O projeto de lei que desmembrou a Divisão, tornando-a um órgão independente, partiu de seus próprios funcionários e foi aprovado pela Câmara Municipal em 3 de fevereiro de 1988, como Lei n.° 6.099. O primeiro secretário municipal da Cultura foi o historiador e professor universitário Joaquim José Felizardo.
Estruturalmente, a SMC sempre foi dividida em coordenações. As primeiras delas foram:
- Artes Visuais;
- Artes Cênicas;
- Livro e Literatura;
- Memória Cultural.

Mais tarde, surgiram as coordenações de:
- Música;
- Cinema, Vídeo e Fotografia;
- Descentralização da Cultura; e
- Manifestações Populares.

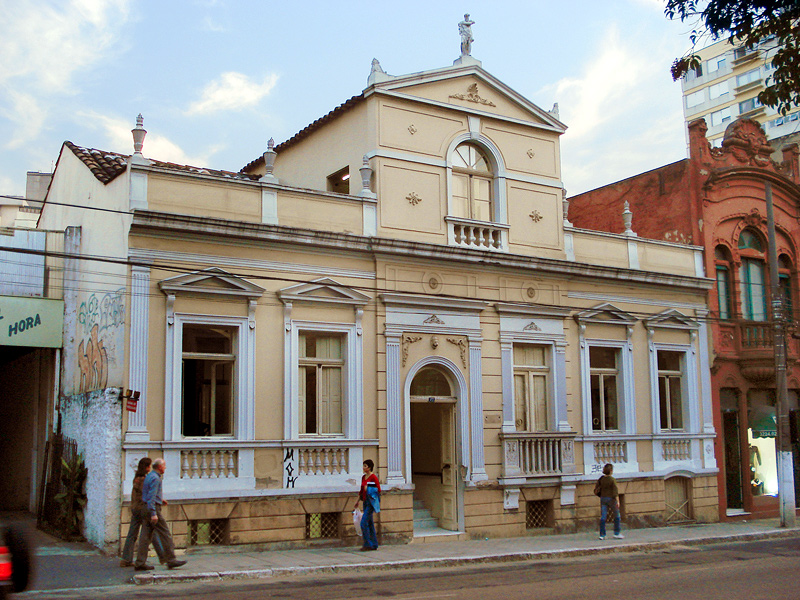
Casa Torelly em 2007.

Em 1993, a comunidade artística porto-alegrense passou a contar com o Fumproarte (Fundo Municipal de Apoio à Produção Artística e Cultural de Porto Alegre), administrado pela SMC, para o financiamento de seus projetos culturais. Em seu segundo edital de 2009, o investimento do Fumproarte beneficiou 25 projetos e atingiu o valor de quase R$ 1 milhão de reais. Naquele mesmo ano, a SMC instalou-se em uma sede própria, na Casa Torelly, um casarão do final do século XIX.

### Mudança de nome da Secretaria
Através da Lei Municipal 13.131, de 1 de junho de 2022, o órgão teve seu nome alterado para Secretaria Municipal de Cultura e Economia Criativa, e sua sigla alterada para SMCEC, com a finalidade de englobar as competências de economia criativa no município de Porto Alegre, a qual tem forte ligação com a área da cultura. A proposta de alteração foi aprovada pela Câmara Municipal em abril de 2022.